# Geografía de Santa Lucía
Santa Lucía es una pequeña nación ubicada al norte de las islas de Trinidad y Tobago y San Vicente y las Granadinas y al sur de la isla de la Martinica. Su territorio comprende una isla volcánica en el Mar Caribe con 158 kilómetros de costa. Su punto más alto es el Monte Gimie que se alza 950 metros sobre el nivel del mar. La ciudad más grande es la capital, Castries, donde reside más de un tercio de la población. Otras ciudades relativamente importantes son Soufriere, donde se ubican algunos manantiales y emanaciones sulfurosas del volcán Qualibou y Vieux Fort, donde se ubica el aeropuerto internacional. El clima es tropical y su temporada de lluvia inicia en mayo y termina el mes de agosto. Sus Montañas Pitons (Gros Piton y Petit Piton) son uno de los símbolos de las islas del Caribe.
- Coordenadas geográficas: Latitud 13°53' N, Longitud 60°68' O.
- Territorio: 616 km² de los cuales 606 km² son tierra firme.
- Aguas: 200 MN de zona económica exclusiva, de las cuales 12 son mar territorial.
- Clima: Tropical, moderado por vientos del noreste. Temporada seca de enero al mes de abril, lluvias de mayo al mes de agosto.
- Orografía: Paisaje volcánico y montañoso con algunos valles fértiles.
- Costa de Santa Lucía en dirección a las montañas Pitons.

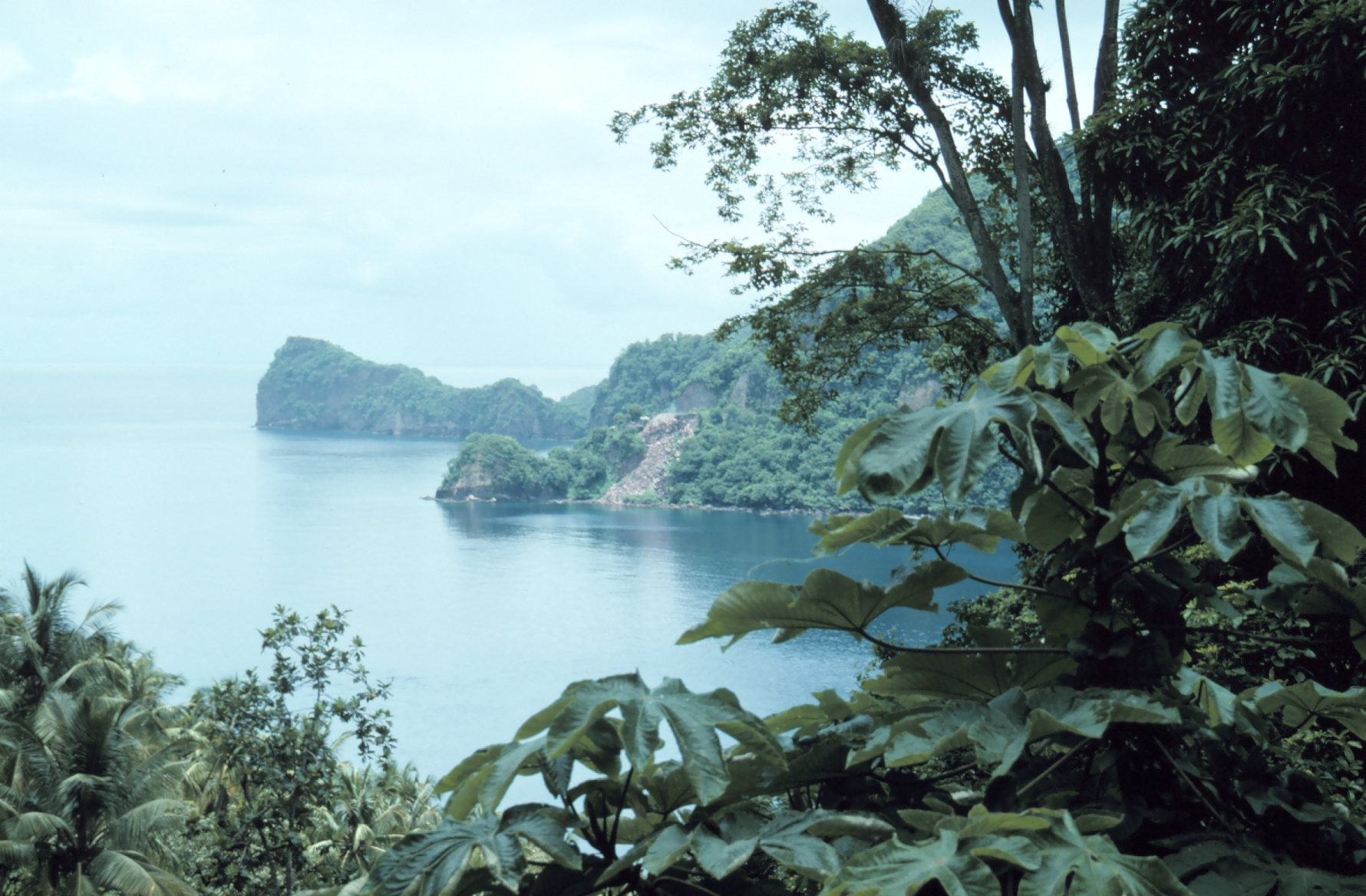
Costa de Santa Lucía en dirección a las montañas Pitons.

- Punto más elevado El Monte Gimie (950 metros sobre el nivel del mar).
- Recursos naturales: Bosques, piedra pómez, manantiales de aguas minerales y potencial geotérmico.
- Cultivos: Rotación: 4,95%, Permanentes: 22,95%.
- Amenazas naturales: Huracanes y actividad volcánica.
- Problemas ambientales: erosión del suelo (particularmente en el norte de la isla).